# Ne crois pas
«Ne crois pas» —en español: «No creas»— es una canción compuesta por Christian Guitreau e interpretada en francés por Michèle Arnaud. Fue la primera canción luxemburguesa en el Festival de la Canción de Eurovisión.

## Festival de la Canción de Eurovisión 1956
Esta canción fue elegida como representación luxemburguesa en el Festival de Eurovisión 1956 mediante una elección interna. La orquesta fue dirigida por Jaques Lassry.
La canción fue interpretada sexta en la noche del 24 de mayo de 1956, precedida por Francia con Mathé Altéry interpretando «Le temps perdu» y seguida por Italia con Franca Raimondi interpretando «Aprite le finestre». Las votaciones del Festival de 1956 nunca han salido al público, así que hacer cualquier aclaración acerca de las posiciones o puntuación es imposible.
Esta fue la primera canción luxemburguesa en esta edición del certamen (las reglas este año permitían dos canciones por país, por única vez en la historia del Festival) y también la primera canción luxemburguesa del Festival de Eurovisión. Fue seguida como representación luxemburguesa por la segunda canción de Luxemburgo en el Festival, «Les amants de minuit», interpretada por ella misma.

## Letra
Al contrario de la mayoría de las otras canciones de la primera edición del Festival de Eurovisión, esta canción tiene un ritmo rápido. En ésta, la cantante aparece diciéndole a un amigo o amante que el hecho de que él se vea bien en ese momento, en gran medida, no tiene significado. Ella le cuenta que su aspecto se debe a su juventud y, como el resto de la gente, este perderá su pelo, ganará peso y posiblemente también perderá sus dientes. Así, ella le dice que él debería «aprovechar su juventud», simplemente disfrutando de su aspecto en este momento.